# Archeoceratopsy
Archeoceratopsy (Archaeoceratopsidae) – rodzina niewielkich dinozaurów z grupy ceratopsów (Ceratopsia)
Żyły w okresie wczesnej kredy na terenach wschodniej Azji. Ich szczątki znaleziono w Chinach. Do rodziny tej zalicza się najwcześniejsze, najprymitywniejsze i najmniejsze ceratopsy. Długość ciała do 1,5 m, wysokość do 50 cm.
Gatunki rodziny archeoceratopsów: archeoceratops, kulceratops, liaoceratops.